# Kasane
Kasane – miasto w Botswanie, w dystrykcie Chobe. W 2008 liczyło 10 523 mieszkańców.
W 2016 roku odbyły się tam Mistrzostwa Świata Strongman.